# Hillmorton
Hillmorton – wschodnia część miasta Rugby, w Anglii, w hrabstwie Warwickshire, w dystrykcie Rugby. Leży 27 km na wschód od miasta Warwick i 120 km na północny zachód od Londynu.